# Медио-Баудо
Медио-Баудо (исп. Medio Baudó) —муниципалитет на западе Колумбии, на территории департамента Чоко. Входит в состав субрегиона Пасифико-Сур. Административный центр — посёлок Пуэрто-Мелук.

## История
Муниципалитет Медио-Баудо был выделен в отдельную административную единицу 23 апреля 1999 года.

## Географическое положение

Муниципалитет Медио-Баудо

Граничит на западе и юге с территорией муниципалитета Бахо-Баудо, на северо-западе — с муниципалитетом Альто-Баудо, на северо-востоке — с муниципалитетом Эль-Кантон-де-Сан-Пабло, на востоке — с муниципалитетом Истмина. Площадь муниципалитета составляет 4840 км².

## Население
По данным Национального административного департамента статистики Колумбии, численность населения муниципалитета в 2015 году составляла 13 560 человек.
Динамика численности населения муниципалитета по годам:
| 2005   | 2006   | 2007   | 2008   | 2009   | 2010   | 2011   | 2012   | 2013   | 2014   | 2015   |
| ------ | ------ | ------ | ------ | ------ | ------ | ------ | ------ | ------ | ------ | ------ |
| 11 715 | 11 877 | 12 063 | 12 247 | 12 436 | 12 606 | 12 801 | 12 992 | 13 175 | 13 370 | 13 560 |

Согласно данным переписи 2005 года мужчины составляли 52,1 % от населения Медио-Баудо, женщины — соответственно 47,9 %. В расовом отношении негры, мулаты и райсальцы составляли 81,7 % от населения муниципалитета; индейцы — 17,7 %; белые и метисы — 0,6 %.
Уровень грамотности среди всего населения составлял 71,8 %.